# Фатгабад (Хомейн)
Фатгабад (перс. فتح اباد) — село в Ірані, у дегестані Ґолегзан, в Центральному бахші, шагрестані Хомейн остану Марказі. За даними перепису 2006 року, його населення становило 47 осіб, що проживали у складі 14 сімей.

## Клімат
Середня річна температура становить 13,35°C, середня максимальна – 32,10°C, а середня мінімальна – -8,73°C. Середня річна кількість опадів – 198 мм.
| Клімат поселення                              | Клімат поселення | Клімат поселення | Клімат поселення | Клімат поселення | Клімат поселення | Клімат поселення | Клімат поселення | Клімат поселення | Клімат поселення | Клімат поселення | Клімат поселення | Клімат поселення | Клімат поселення |
| Показник                                      | Січ.             | Лют.             | Бер.             | Квіт.            | Трав.            | Черв.            | Лип.             | Серп.            | Вер.             | Жовт.            | Лист.            | Груд.            |                  |
| Середній максимум, °C                         | 10,40            | 11,75            | 17,12            | 22,10            | 25,73            | 30,57            | 32,10            | 31,43            | 27,71            | 22,00            | 15,82            | 9,52             |                  |
| Середня температура, °C                       | 0,84             | 2,17             | 7,54             | 12,52            | 16,17            | 21,00            | 25,68            | 24,98            | 21,27            | 15,57            | 9,38             | 3,10             |                  |
| Середній мінімум, °C                          | −8,73            | −7,39            | −2,03            | 2,95             | 6,59             | 11,42            | 19,22            | 18,55            | 14,82            | 9,12             | 2,94             | −3,36            |                  |
| Норма опадів, мм                              | 35               | 32               | 35               | 23               | 14               | 2                | 2                | 1                | 1                | 6                | 20               | 27               |                  |
| Середньомісячна швидкість вітру, м/с          | 1.37             | 2.08             | 2.57             | 2.90             | 2.70             | 2.51             | 2.50             | 2.32             | 2.22             | 1.99             | 1.85             | 1.44             |                  |
| Середньомісячна сонячна радіація, кДж/м²·день | 9955             | 13212            | 15620            | 18913            | 22786            | 26746            | 25771            | 24423            | 21469            | 16176            | 11499            | 9554             |                  |
| --------------------------------------------- | ---------------- | ---------------- | ---------------- | ---------------- | ---------------- | ---------------- | ---------------- | ---------------- | ---------------- | ---------------- | ---------------- | ---------------- | ---------------- |
| Джерело:                                      |                  |                  |                  |                  |                  |                  |                  |                  |                  |                  |                  |                  |                  |